# Daniele Rugani
Daniele Rugani (* 29. Juli 1994 in Lucca) ist ein italienischer Fußballspieler. Der Abwehrspieler steht aktuell bei Juventus Turin unter Vertrag.

## Karriere

### Im Verein
Rugani begann seine fußballerische Laufbahn im Jahr 2000 in der Jugendabteilung des FC Empoli, einem der größten Fußballvereine in der Toskana. Er durchlief bis 2012 sämtliche Jugendmannschaften, ehe Juventus Turin auf den jungen Abwehrspieler aufmerksam wurde und ihn für ein Jahr in seine Jugendabteilung auslieh. Nach weiterhin guten Leistungen in der Primavera-Mannschaft, kaufte Juventus im Sommer 2013 die Hälfte an Ruganis Transferrechten. Um ihm nun jedoch Spielpraxis zu ermöglichen, die er in der Juventus-Defensive nicht erhalten hätte, spielt er seit 2013 für den Co-Eigner und seinen Heimatklub Empoli. In seiner ersten Profisaison, der Serie-B-Spielzeit 2013/14, absolvierte er unter Maurizio Sarri 40 Partien, in denen er zwei Tore erzielte. Als Stammspieler feierte er am Ende der Saison zusammen mit der Mannschaft den zweiten Platz und den somit verbundenen Aufstieg in die Serie A.
Am 31. August 2014 kam Rugani bei der 0:2-Niederlage gegen Udinese Calcio zu seinem ersten Serie-A-Einsatz. Drei Wochen später, am 3. Spieltag, erzielte er beim 2:2-Unentschieden gegen die AC Cesena sein erstes Serie-A-Tor.
Im Sommer 2015 kaufte Juventus Turin um 3,5 Millionen Euro die zweite Hälfte der Transferrechte vom FC Empoli, sodass sich Rugani der alten Dame anschloss. Hier gewann der Verteidiger mit der Mannschaft fünf Jahre in Folge die Meisterschaft und drei Mal den Coppa Italia, wechselte jedoch stets zwischen Stammplatz und Ersatzbank.
Um mehr Spielpraxis zu sammeln wurde Rugani zur Saison 2020/21 zum Stade Rennes verliehen, welcher zum ersten Mal an der UEFA Champions League teilnahm. Aufgrund von Verletzungen konnte sich der Innenverteidiger nie richtig durchsetzen und wechselte bereits nach der Hinrunde im Januar 2021 auf Leihbasis zu Cagliari Calcio in die Serie A. Bei den Sarden konnte Rugani wieder mit Kontinuität spielen und zusammen schafften sie den Klassenerhalt.
Zur Saison 2021/22 kehrte er wieder zu Juventus Turin zurück, war dort jedoch meist nur Ersatzspieler.
Da der im Sommer 2024 gekommene Juventus Coach Thiago Motta nicht mit Rugani plante, wurde der Spieler am 21. August 2024 zu Ajax Amsterdam verliehen.

### In der Nationalmannschaft
Rugani wurde 2010 für die U-17-Auswahl Italiens berufen und absolvierte innerhalb eines Jahres zwölf Partien bei zwei Toren. Danach folgten Einsätze in der U-18-, U-19- und U-20-Auswahl. Seit 2014 steht Rugani im Aufgebot der U-21-Nationalmannschaft, für die er in den beiden EM-Qualifikationsspielen gegen Serbien und Zypern zum Einsatz kam, in letzterem gelang ihm zudem der Treffer zum 7:1-Endstand.
Am 4. Oktober 2014 wurde Rugani von Nationaltrainer Antonio Conte erstmals in den Kader der Italienischen Nationalmannschaft für die beiden EM-Qualifikationsspiele gegen Aserbaidschan und Malta berufen. Zudem stand er im vorläufigen Italien-Kader für die Fußball-Europameisterschaft 2016, wurde jedoch nicht für das Turnier nominiert. Sein Länderspieldebüt feierte Rugani am 1. September 2016 im Freundschaftsspiel gegen Frankreich. Seitdem gehörte Rugani regelmäßig zum Kader und kam größtenteils in Testspielen zum Einsatz. Sein siebtes und bisher letztes Länderspiel absolvierte er im Juni 2018 gegen die Niederlande. Zuletzt nominiert wurde Rugani im November 2018, seitdem wurde er nicht mehr berücksichtigt.

## Erfolge und Auszeichnungen
- Aufstieg in die Serie A: 2013/14
- Italienischer Supercupsieger: 2015, 2018
- Italienischer Meister: 2015/16, 2016/17, 2017/18, 2018/19, 2019/20
- Italienischer Pokalsieger: 2015/16, 2016/17, 2017/18, 2023/24
- Bester Spieler der Serie B: 2013/14
- Team des Jahres der Serie A: 2015